# 布魯克林區政廳

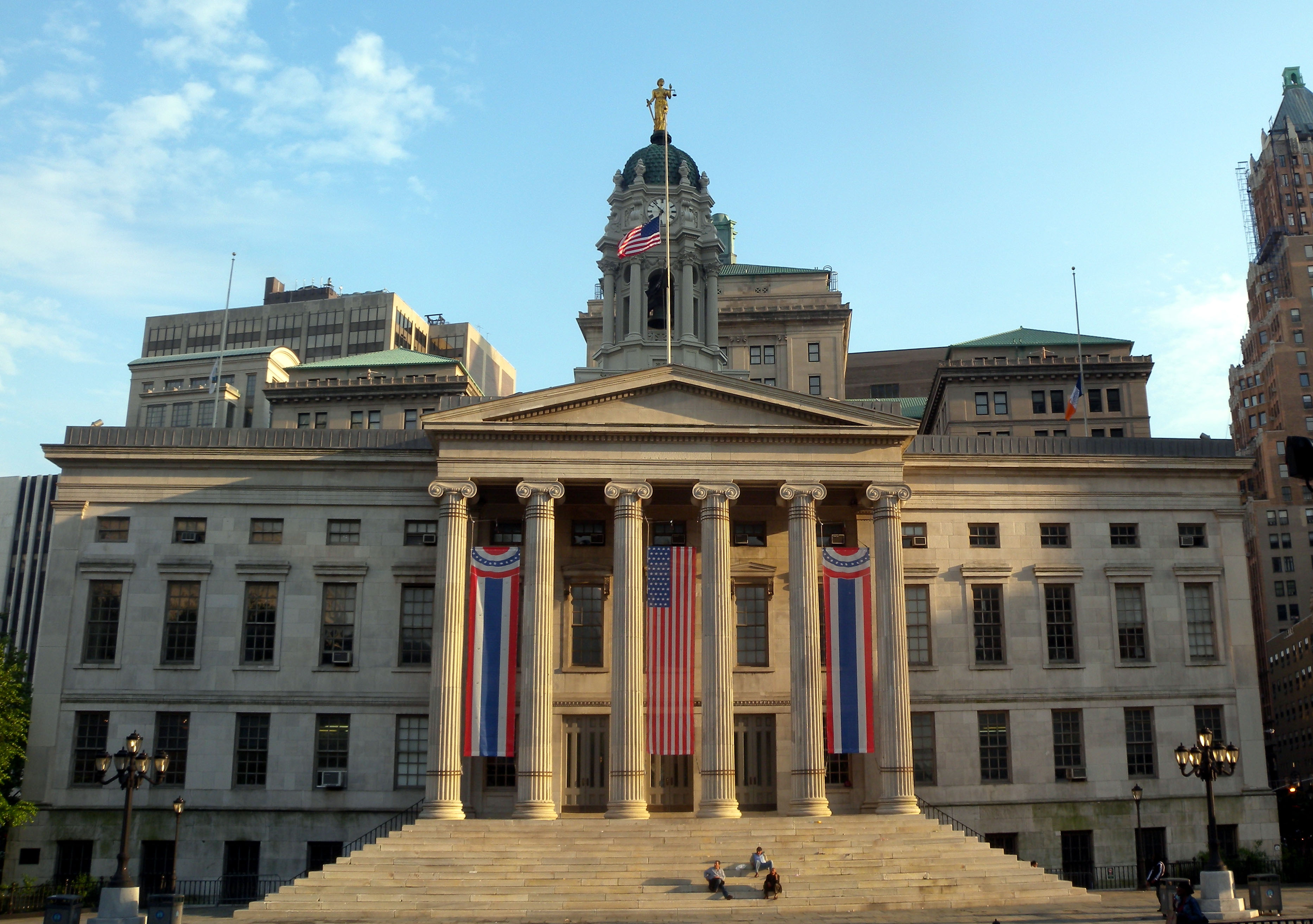

布魯克林區政廳（Brooklyn Borough Hall）是一座位於美國紐約布魯克林市中心的建築。這座建築由Calvin Pollard和Gamaliel King設計，外觀是希臘復興式建築。

## 外部連結
- Pictures of Borough Hall （页面存档备份，存于）